# Pleasant Plains (Illinois)
Pleasant Plains – wieś w Stanach Zjednoczonych, w stanie Illinois, w hrabstwie Sangamon.